# داوود و بث‌شبع (فیلم)
داوود و بث‌شبع (یا داوود و بتسابه) (انگلیسی: David and Bathsheba) فیلمی حماسی تاریخی به کارگردانی هنری کینگ است که در سال ۱۹۵۱ میلادی منتشر شد.

## خلاصه داستان
وقتی شاه داوود حمام کردن بث‌شبع زیبا را از سقف قصر می‌بیند، وارد رابطه‌ای مخفیانه می‌شود که عواقب ناخوشایندی به همراه دارد…

## بازیگران
- گریگوری پک
- سوزان هیوارد
- ریموند مسی
- جیمز رابرتسن جاستیس
- فرانسیس بوشمن
- جین مدوز
- گوئن وردن
- کیرون مور

## جوایز
این فیلم کاندیدای ۵ اسکار (کاندیدای اسکار بهترین موسیقی-کاندیدای اسکار بهترین طراحی لباس-کاندیدای اسکار بهترین طراحی هنری-کاندیدای اسکار بهترین فیلمبرداری-کاندیدای اسکار بهترین نویسندگی) در سال ۱۹۵۲ شد.